# Checupa curvivena
Checupa curvivena är en fjärilsart som beskrevs av Louis Beethoven Prout 1924. Checupa curvivena ingår i släktet Checupa och familjen nattflyn. Inga underarter finns listade i Catalogue of Life.